# 24 Dywizjon Rakiet Taktycznych
24 Dywizjon Artylerii (24 da) / 24 Dywizjon Rakiet Taktycznych (24 drt) – samodzielny pododdział wojsk rakietowych Sił Zbrojnych PRL.

## Formowanie i zmiany organizacyjne
Dywizjon został sformowany zarządzeniem Szefa Sztabu Generalnego WP nr 0030/Org. z 23 marca 1962 w garnizonie Sulechów. Początkowo wchodził w skład 5 DPanc. Zarządzeniem Szefa Sztabu Generalnego WP nr 0170/Org. z 10 listopada 1967 został podporządkowany 4 Pomorskiej Dywizji Zmechanizowanej. Początkowo jednostka posiadała etat nr 30/004 i uzbrojona była w trzy wyrzutnie 9P113 i jedną 2P16.
27 września 1963 zespół startowy 1 baterii pod dowództwem por. Władysława Pulkowskiego dokonał pierwszego w Wojsku Polskim startu rakiety taktycznej w Ośrodku Szkolenia Poligonowego w Drawsku. Uchwałą Rady Państwa PRL z 21 września 1965 jednostce nadano sztandar ufundowany przez społeczeństwo Sulechowa. 
w 1969 jednostka wyposażona została w trzy zestawy 9K52 z wyrzutniami 9P113, a jej stary sprzęt posłużył do doposażenia o jedną wyrzutnię innych dywizjonów.
Zarządzeniem szefa SG WP nr 054/Org. z 19 sierpnia 1976, w terminie do 31 stycznia 1977, dywizjon został przeformowany wg etatu nr 30/202. Nowy etat przewidywał w dywizjonie dwie baterie startowe, każda z dwiema wyrzutniami 9P113.
27 lipca 1986 zespół pod dowództwem por. Sławomira Zborowskiego dokonał startu rakiety z głowicą kasetową. Jednostkę rozformowano w 1992.
Pod koniec 1988 24 dywizjon rakiet taktyczny posiadał etat nr 30/202, a jego podstawowe wyposażenie stanowiły cztery wyrzutnie 9P113.

## Dowódcy dywizjonu
- mjr Mieczysław Kowalski
- mjr Stanisław Oczko
- ppłk Leopold Grzelak
- ppłk Tadeusz Ligęza
- ppłk Bronisław Wasilewski
- mjr Krzysztof Uss

## Skład organizacyjny
dowództwo i sztab
- bateria dowodzenia
- 2 baterie startowe
  - dwa plutony
- pluton obsługi technicznej
- pluton remontowy
- pluton zaopatrzenia
- pluton medyczny

Razem w drt:

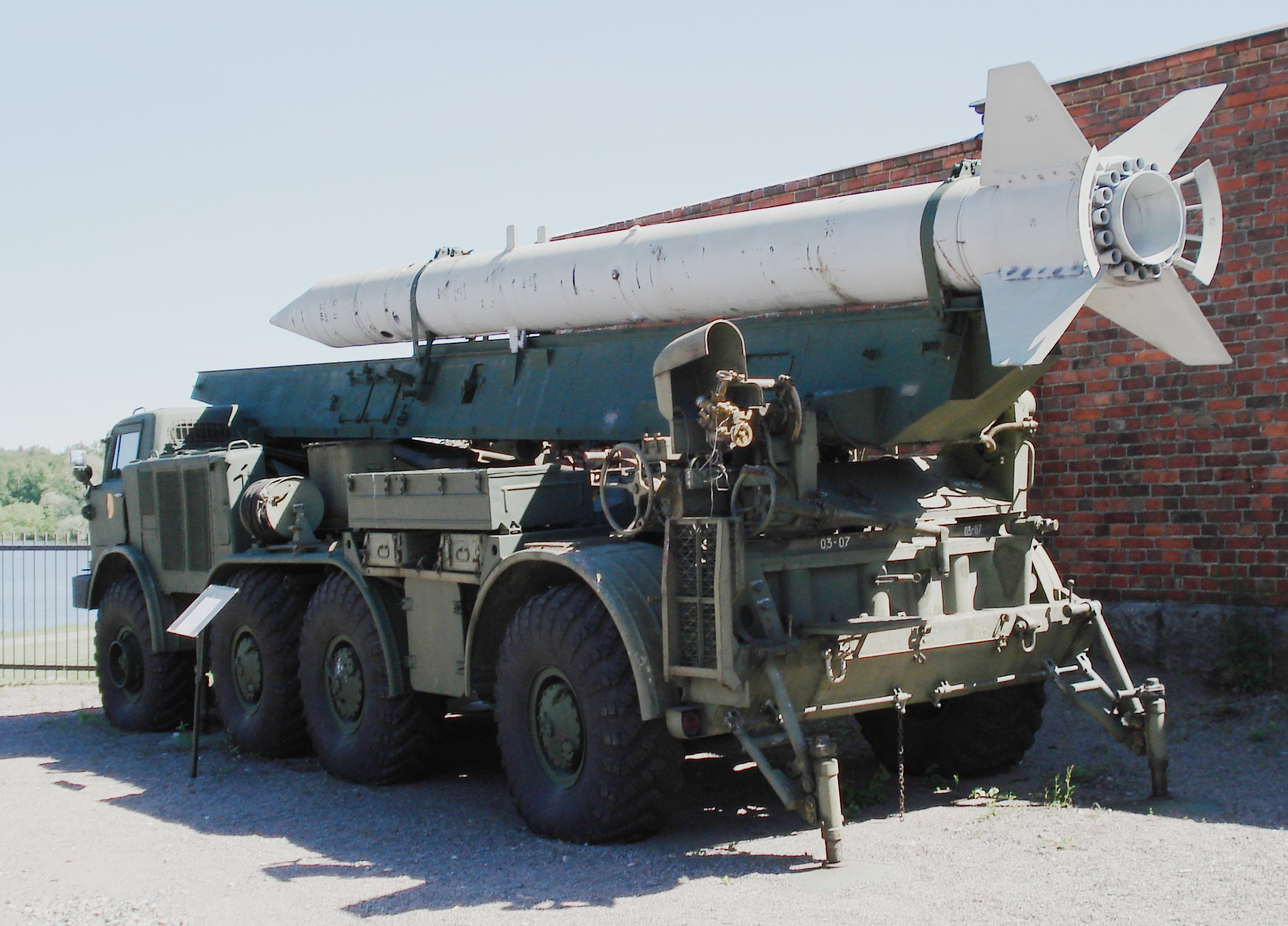
Wyrzutnia 9P113

- 4 wyrzutnie rakiet taktycznych 9P113